# Biserica neagră (roman)
Biserica neagră este un roman de Anatol Baconsky care a apărut în Scrieri (vol. II, Editura Cartea Românească) din 1990.
Este un roman suprarealist care pune în discuție problema omului și a societății, a destinului uman și social. Tema acestuia este crearea lumii contemporane satanice a lui Anticrist, pornind de la profeții până la Apocalipsa lui Ioan care se îndreaptă spre un dezastru construit de organizațiile sataniste, de sinagogile satanei.
Subiectul este construit pe baza unui contrast romantic, absurd, între o societate umană și una demonizată.
Prima variantă a romanului se găsește într-un manuscris Caiet (tip școlar). Textul este format din 44 de capitole, numerotate cu cifre latine (de la I la XLIV). Manuscrisul conține un desen pe ultima pagină și este scris cu cerneală albastră data „8.VIII.970”. O nouă variantă a romanului se găsește într.un dosar cartonat cu 48 de file veline, textul având 44 de capitole și fiind datat „16.X.970”. Această variantă definitivă a fost dactilografiată de Baconsky și a fost depusă de către autor la editură, fiind datată „16.X.971”. Cu toate acestea romanul nu a fost publicat în România până în 1990.
În 1976 este tipărită o versiune în limba germană: Die schwarze Kirche. Romanul a fost comentat în diferite ziare și reviste din Austria și RFG.